# Grand Prix Randu
Grand Prix Randu – wyścig samochodowy, który odbywał się nieregularnie od 1937 do 1965 roku. W 1937 roku miały miejsce dwie edycje tego wyścigu, odbywające się na zasadzie handicapu. W latach 1961–1965 rozgrywano Grand Prix Randu według przepisów według przepisów Formuły 1, ale te zawody nie były wliczane do cyklu Mistrzostw Świata. Odbywały się one wówczas przed Grand Prix RPA.

## Zwycięzcy
| Rok      | Tor            | Seria         | Zwycięzca        | Samochód     | Źródło |
| -------- | -------------- | ------------- | ---------------- | ------------ | ------ |
| 1937 (1) | Lord Howe      | Formuła Libre | Pat Fairfield    | ERA A-Type   | [ 4 ]  |
| 1937 (2) | Lord Howe      | Formuła Libre | Douglas van Riet | Austin 7     | [ 5 ]  |
| 1956     | Palmietfontein | Formuła Libre | Peter Whitehead  | Ferrari 500  | [ 3 ]  |
| 1961     | Kyalami        | Formuła 1     | Jim Clark        | Lotus 21     | [ 6 ]  |
| 1962     | Kyalami        | Formuła 1     | Jim Clark        | Lotus 25     | [ 7 ]  |
| 1963     | Kyalami        | Formuła 1     | John Surtees     | Ferrari 156  | [ 8 ]  |
| 1964     | Kyalami        | Formuła 1     | Graham Hill      | Brabham BT11 | [ 9 ]  |
| 1965     | Kyalami        | Formuła 1     | Jack Brabham     | Brabham BT11 | [ 10 ] |